# Vlastita jetrena arterija
Vlastita jetrena arterija (lat. arteria hepatica propria) je krva žila u trbušnoj šupljini koja polazi od zajedničke jetrene arterije (lat. arteria hepatica communis), i zajedno s vratničnom venom (lat. vena porte) i zajedničkim jetrenim vodom (lat. ductus hepaticus communis) čini portalnu trijadu.
Vlastita jetrena arterija daje granu za žučni mjehur, arterija žučnog mjehura (lat. arteria cystica), a završava granjanjem na dvije završne grane lijevu i desnu jetrenu arteriju.